# Пачеко, Рауль
Рауль Мануэль Пачеко Мендоса (исп. Raúl Manuel Pacheco Mendoza) — перуанский легкоатлет, специализируется в марафоне. На олимпийских играх 2012 года занял 21-е место с результатом 2:15.35. 

## Биография
На чемпионате мира по полумарафону 2010 года занял 48-е место с результатом 1:07.22.
Занял 8-е место на Чхунчхонском марафоне 2010 года с личным рекордом — 2:13.37.
2-е марта занял 14-е место на марафоне озера Бива с личным рекордом 2ː13.18.